# Рассказ о Неферкара и полководце Сисине

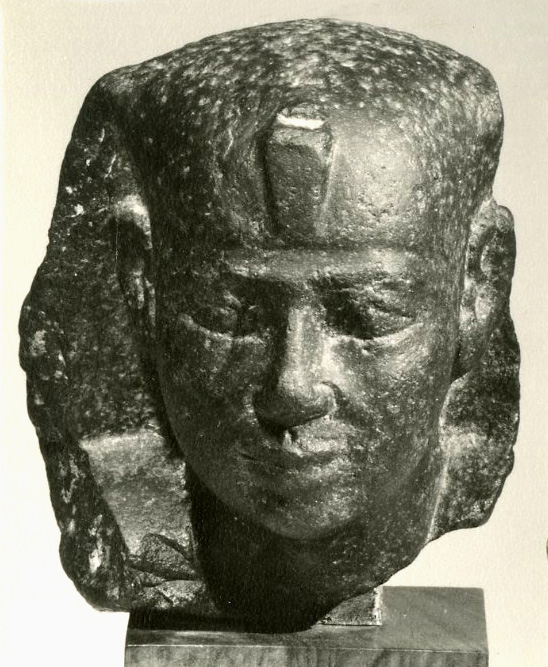
Голова небольшой королевской статуи времён правления Пепи II

«Рассказ о Неферкара и полководце Сисине» — древнеегипетская история, сохранившаяся только фрагментами. Со своей атмосферой ночных таинств и интриг она представляет собой ранний пример приключенческой литературы.
От рассказа сохранилось два фрагмента. Вначале, в виде экспозиции, говорится о фараоне Неферкара что «<его величество царь Верхнего и Нижнего Египта Нефер> -ка-Ра, сын Ра, верный голосу, был [доброжелательным] царём [на всей этой земле].» Затем в папирусе идёт речь о холостом полководце Сисине, о любовной связи которого с фараоном ходили слухи, и затем о каком-то просителе, жалобой которого пренебрегает судья, так что в конце концов «сильно плача, проситель покинул Мемфис». Эта часть дошла в разрозненных отрывках. Затем следует связный фрагмент, героем которого является некто Чети, сын Хенета:

Затем он (Чети) заметил (?) Его величество, царя Верхнего и Нижнего Египта Нефер-ка-Ра, который отправился один на прогулку, и с ним не было никого. Чети отступил перед царем, не позволив ему увидеть его. Чети, сын Хенета, остановился и подумал: «Если это так, то слухи о том, что он выходит ночью, — правда».
Затем Чети, сын Хенета, последовал за этим богом, не позволяя своему сердцу обвинять его, чтобы наблюдать за каждым его (то есть царя) делом. Затем он дошел до дома полководца Сисине. Он бросил кирпич, топнув ногой. Затем к нему спустили лестницу (и) он поднялся наверх.
Тем временем Чети, сын Хенета, ждал, пока его величество выйдет. После того, как его величество сделал то, что он хотел сделать с ним (то есть с полководцем), он ушел в свой дворец, Чети позади него. Только после того, как его величество достиг Большого Дома <то есть царского дворца>, да будет он жив, здрав и благополучен, Чети отправился домой.

Относительно прогулки его величества к дому полководца Сисине следует отметить, что прошло четыре часа ночи. Ещё четыре часа он провел в доме полководца Сисине. (И) когда он вошел в Большой Дом, до рассвета оставалось четыре часа.

<С этого времени> Чети, сын Хенета, следовал за ним каждую ночь, не позволяя сердцу винить его. <И> только после того, как его величество восходил <в Большой Дом, Чети возвращался домой …>— King Neferkare and General Sasenet
Оба фрагмента были введены в научный оборот в 1957 г. Жоржем Познером. Рукопись датируется поздним Новым царством, хотя само повествование восходит, по-видимому, к эпохе Среднего царства. Р. С. Бианчи относит время действия к периоду XXV династии, когда правил кушитский фараон Шабака Неферкара. Однако Шабака был воинственным кушитским завоевателем, практически все правление проведшим в войнах, тогда как образ доброго, но подверженного слабостям фараона повести — скорее соответствует именно историческому Пиопи II Неферкара, слабому правителю эпохи упадка Древнего царства, который среди прочего, отметился особым почитанием бога плодородия Мина, изображавшегося с громадным эрегированным членом.
В рассказе упоминается древний миф о боге солнца Ра и боге царства мёртвых Осирисе. Эти два бога существовали во взаимозависимых отношениях: Осирис нуждался в свете солнца, в то время как Ра, который должен был пересекать подземный мир в течение ночи, чтобы достичь восточного горизонта утром, нуждался в воскрешающих силах Осириса. Их объединение происходило в течение четырёх самых тёмных часов — в те же часы Неферкара, как следует из рассказа, проводил время в компании Сасенета.
Рассказ этот часто приводят как доказательство того, что между фараоном и одним из его военачальников могли существовать гомосексуальные отношения. По мнению же советских исследователей, автор рассказа ставил перед собой цель обличить «несправедливость и безнравственность, царящие при дворе».